# ماركوس ألبرتو ساكاساكي
ماركوس ألبرتو ساكاساكي (بالبرتغالية: Marcos Alberto Skavinski‏) (28 مارس 1975 في كوريتيبا في البرازيل – )؛ هو لاعب كرة قدم سابق كان يلعب كمدافع.

## وصلات خارجية
- ماركوس ألبرتو ساكاساكي على موقع رابطة كرة القدم اليابانية للمحترفين (اليابانية)
- ماركوس ألبرتو ساكاساكي على موقع قاعدة بيانات كرة القدم.إي يو (الإنجليزية)
- ماركوس ألبرتو ساكاساكي على موقع Soccerway.com (الإنجليزية)
- ماركوس ألبرتو ساكاساكي على موقع عالم كرة القدم.نت (الإنجليزية)